# Wilhelm Leberecht Herbrig
Wilhelm Leberecht Herbrig (* 15. Juli 1810 in Taubenheim an der Spree; † unbekannt) war das jüngste von 7 Kindern des Orgelbauers Christian Gottfried Herbrig. Vater und Sohn bauten ein- und zweimanualige Orgeln (mechanische Schleifladenorgeln) vor allem in Dorfkirchen zwischen Bautzen und Dresden, bestimmt insbesondere für Liturgie und Gottesdienst.

## Leben
Von 20 Orgelwerken (Stand der Forschung August 2007) sind 9 im sächsischen Raum erhalten geblieben: in Altstadt bei Stolpen, Langenwolmsdorf, Dorf Wehlen, Papstdorf, Langenhennersdorf (früher in Helmsdorf), Markersbach, Eschdorf, Schmiedefeld und Großdrebnitz. Seine letzte Orgel baute Wilhelm Leberecht Herbrig 1861 für die Kirche in Kötzschenbroda. Dieses Instrument wurde 1884 nach Lohma, heute Teil von Nöbdenitz (Stadt Schmölln) in Thüringen umgesetzt, es ist noch erhalten, allerdings in einem desolaten Zustand. Es ist seit den 1980er-Jahren nicht mehr gespielt worden. Die Rettung dieser historischen Orgel ist eine besondere Aufgabe und Verpflichtung im Sinn des Denkmalschutzes.
Christian Gottfried Herbrig prägte zusammen mit seinem Sohn Wilhelm Leberecht eine charakteristische „Orgellandschaft“. Neben Neubauten haben die Herbrigs Wartungsarbeiten, Reparaturen und Umbauten an vielen Orgeln in der Lausitz und in der Sächsischen Schweiz vorgenommen.

Grabstätte von Tochter und Enkel des Orgelbauers in Minnesota

Nach dem Tod seines Vaters ging Wilhelm Leberecht Herbrig nach Klein- und später nach Großdrebnitz. 1871 wanderte er mit Ehefrau, Tochter und Enkelsohn über Bremerhaven nach Amerika aus. Ihre Ankunft in New York ist urkundlich belegt. Sterbeort und -datum des Orgelbauers sind nicht bekannt.
Tochter und Enkelsohn sind auf St. John’s Lutheran Cemetery in Montgomery, Le Sueur, Minnesota beerdigt worden (1924 und 1962).
Der Enkelsohn Friedrich Alwin Herbrig hat nicht im Orgelbau gearbeitet. Die Tochter Ernestine Wilhelmine Herbrig hatte in Minnesota noch zwei Söhne (Halbbrüder des Friedrich Alwin) geboren, wovon der eine, Charles Edward Herbrig, ein bekannter Geigenbauer in St. Paul, Minnesota, wurde.

## Werkliste
Fortsetzung der → Werkliste von Christian Gottfried Herbrig
Das Werkverzeichnis umfasst nur die völlig selbständigen Orgelneubauten Herbrigs. Große Umbauten an fremden Instrumenten, die dann einen Herbrig-Charakter erhielten, wurden nicht gezählt. Das Verzeichnis ist möglicherweise unvollständig.
| Jahr    | Ort             | Kirche                                      | Bild                | Manuale | Register | Bemerkungen |
| ------- | --------------- | ------------------------------------------- | ------------------- | ------- | -------- | --- |
| 1843/44 | Langenwolmsdorf | Ev.-Luth. Kirche                            |                     | II/P    | 20       | → Orgel1865 Reparatur vom Erbauer selbst; 1923 Reparatur und Umdisponierung durch Eule Orgelbau Bautzen: Äoline 8' statt Mixtur im 2. Manual, Violoncello 8' statt Posaune 16', Höherstimmung um einen Viertelton, aluminierter Zinkprospekt; 1949 gleiche Fa.: Zimbel statt Flauto amabile 8', Mixtur 4fach statt 3fach; 1983 letzte Durchsicht. Das kränkelnde Instrument muss dringend saniert(restauriert) werden, zumal es das größte der erhalten gebliebenen in der Region ist. Im Mai 2010 – im Jahr des 200. Geburtstags des Erbauers – fand der Orgeltag der Silbermann-Gesellschaft in Langenwolmsdorf statt. 2016 umfangreiche Sanierung des historischen Instruments durch die Werkstatt Johannes Lindner, Radebeul |
| 1845    | Papstdorf       | Ev.-Luth. Kirche                            |                     | II/P    | 16       | → Orgel 1986/87 Generalüberholung durch Johannes Lindner, Radebeul und Hartmut Vetter, Bad Schandau. 2008 Restaurierung durch Benjamin Welde, Zittau (vormals A. Schuster & Sohn) |
| 1846    | Putzkau         | Ev.-Luth. Kirche, Sankt Johannes der Täufer | kein Bild vorhanden | I/P     | 14       | Beschreibung des Prospektes von Fritz Oehme (1889–1897): "[...] Prospektpfeifen in 7 Feldern. 69. [...] Gehäuse einfach, weiß angestrichen [...]". 1938 Ersatz der Herbrig-Orgel durch einen Neubau der Fa. A. Schuster & Sohn, Zittau |
| 1848    | Helmsdorf       | Ev.-Luth. St.-Katharinen-Kirche             |                     | I/P     | 11       | → Orgel 1969 Schwelbrand in der Kirche. Beim Wiederaufbau der Kirche entschied man sich für eine Verkleinerung derselben. Für die dann neue Kirche wäre die Orgel zu groß gewesen. 1971 Umsetzung der Herbrig-Orgel in die Kirche zu Langenhennersdorf durch den Orgelbauer Reinhard Schmeisser, Rochlitz. 2009 Restaurierung im denkmalpflegerischen Sinn durch Johannes Lindner, Radebeul |
| 1850    | Stürza          | Ev.-Luth. Kirche                            |                     | II/P    | 18       | → OrgelNur der Prospekt erinnert noch an den Erbauer der Vorgängerorgel. 1933 Ersatz der Herbrig-Orgel durch ein neues Werk der Gebr. Jehmlich, Dresden. |
| 1855    | Seeligstadt     | Ev.-Luth. Kirche Martin Luther              |                     | I/P     | 11       | 1935 Ersatz der Herbig-Orgel durch einen Neubau der Gebr. Jehmlich, Dresden |
| 1856    | Altstadt        | Ev.-Luth. St.-Lorenz-Kirche                 |                     | I/P     | 11       | → Orgel 1971 Überholung und Instandsetzung der Orgel durch die Fa. Reinhard Schmeisser, Rochlitz 2006 Restaurierung im denkmalpflegerischen Sinn durch Johannes Lindner, Radebeul |
| 1861    | Kötzschenbroda  | Ev.-Luth. Kirche (heute Friedenskirche)     |                     | II/P    | 22       | 1884 nach Lohma/Thüringen durch Carl Eduard Jehmlich umgesetzt. 1963 Begutachtung durch den Denkmalpfleger Dähnert: „...da das Werk selbst ... sehr dauerhaft gearbeitet ist, sollte es nicht abgebrochen werden ... 7 Felder wohl seit 1917 leer und mit schwarzen Tuch bespannt ... Die noch erhaltenen Stimmen sind im großen und ganzen klanglich nicht schlecht.“ Die Orgel ist seit den 1980ern nicht mehr gespielt worden. |

## Herbrig-Orgelstraße
Die Herbrig-Orgelstraße ist ein Projekt der Kulturwerkstatt Stolpen e. V. und der Ev.-Luth. Kirchgemeinde Stolpener Land. Sie verbindet Orte im südöstlichen Sachsen in deren Kirchen kulturhistorisch wertvolle Orgeln aus der Werkstatt Herbrig (frühes 19. Jahrhundert) stehen. Die Orgelstraße wird vor allem für den Kulturtourismus errichtet und Schritt für Schritt ausgebaut. Außer kleinen und größeren Konzerten mit informativen Gesprächen, sollen einmal geführte Orgelreisen angeboten werden. Geplant sind CD-Einspielungen und die Schaffung von Hörbeispielen zur Klangdokumentation der einzelnen Instrumente.
Die Logos der Kulturwerkstatt Stolpen e.V. auf Informationstafeln, Plakaten, Faltblättern, Wegweisern, in Broschüren und Zeitschriften machen auf Standorte der Instrumente und Veranstaltungen an Herbrig-Orgeln aufmerksam.